# Rob Gnant
Rob Gnant (* 8. August 1932 in Luzern; † 4. August 2019 in Zürich) war ein Schweizer Fotograf, Kameramann und Filmregisseur.

## Leben
Rob Gnant wuchs in Luzern auf und begann im Alter von 15 Jahren eine Lehre als Fotograf. 1951 absolvierte er eine Stage als Kameramann bei Kern Film in Basel. 1952 führte ihn eine erste Reportagereise ins belgische Kohlengrubengebiet Borinage. Später arbeitete Gnant als freier Fotograf für Die Woche  (Verlag Otto Walter, Olten), Du, Epoca, Corriere della Domenica und die Wochenendbeilage der NZZ (wo Gotthard Schuh als Redaktor tätig war).
1962 folgte die erste Kameraarbeit mit Alexander J. Seiler: Der 12-minütige Dokumentarfilm In wechselndem Gefälle wurde 1963 am Filmfestival von Cannes mit der Palme d'Or du court-métrage ausgezeichnet. Bis 1976 folgten verschiedene weitere Dokumentarfilme in Zusammenarbeit mit Seiler und im Trio mit June Kovach. Insgesamt zeichnet Rob Gnant bei 26 Dokumentar- und vier Spielfilme als Kameramann verantwortlich und arbeitete dabei mit zahlreichen Regisseuren des Neuen Schweizer Films zusammen (z. B. Richard Dindo, Mathias Knauer, Walter Marti und Reni Mertens, Marlies Graf und Urs Graf). 1989 wurde er mit dem Filmpreis der Stadt Zürich ausgezeichnet.
In den 1980er und 1990er Jahren führte Gnant zahlreiche fotografische Auftragsarbeiten für verschiedene Schweizer Unternehmen aus (z. B. Telecom, Radio Schweiz / Swisscontrol, Tivolino, Saurer, Phonak, Mövenpick, Schweizerische Public Relations Institut, Maag).
Rob Gnant war ab 1953 mit Ruth Niederberger verheiratet. Von 1977 bis 1981 wirkte er im Vorstand der Radgenossenschaft der Landstrasse mit.

## Filme
- 1962: In wechselndem Gefälle (A fleur d'eau) (Regie: Alexander J. Seiler, Rob Gnant)
- 1964: Siamo Italiani (Regie: Alexander J. Seiler, Rob Gnant, June Kovach)
- 1966: Mixturen (Regie: Alexander J. Seiler)
- 1966: Im Lauf des Jahres (Regie: Alexander J. Seiler, June Kovach, Rob Gnant)
- 1967: Musikwettbewerb (Regie: Alexander J. Seiler, June Kovach, Rob Gnant)
- 1967: Via Zürich (Regie: Alexander J. Seiler, Rob Gnant, June Kovach)
- 1968: Fifteen (Regie: Alexander J. Seiler, Rob Gnant, June Kovach)
- 1968: Eugen heisst Wohlgeboren (Regie: Rolf Lyssy)
- 1971: Märchen (Regie: Regine Bebié)
- 1971: Unser Lehrer (Regie: Alexander J. Seiler, Peter Bichsel)
- 1973: Residencia para jovenes Obreras (Regie: Regine Bebié)
- 1974: Tag der Affen (Regie: Uli Meier, Elisabeth Gujer)
- 1974: Schweizer im Spanischen Bürgerkrieg (Regie: Richard Dindo)
- 1975: Ich stelle mir eine Ehe gar nicht leicht vor (Regie: Regine Bebié)
- 1976: Die Erschiessung des Landesverräters Ernst S. (Regie: Richard Dindo)
- 1978: Kollegen (Regie: Urs Graf)
- 1978: Stilleben (Regie: Elisabeth Gujer, Uli Meier)
- 1979: Ich habe lange nicht mehr die Sterne gesehen (Regie: Rolf Reemtsen)
- 1981: Die unterbrochene Spur (Regie: Mathias Knauer)
- 1981: Wege und Mauern (Regie: Urs Graf)
- 1983: Die verborgenen Tänze (Regie: Peter Schweiger)
- 1983–87: Une certaine Josette Bauer (Regie: Uli Meier, Elisabeth Gujer)
- 1984: Fast eine Weihnachtsgeschichte (Regie: Werner Zeindler)
- 1985: Flamenco (Regie: Walter Marti, Reni Mertens)
- 1985: El Pueblo nunca muere (Regie: Mathias Knauer)
- 1986: Etwas Anderes (Regie: Urs Graf)
- 1987: Alt-Tage (Regie: Marlies Graf)
- 1988: Gib mir ein Wort (Regie: Walter Marti, Reni Mertens)
- 1989: Time and Space (Regie: Rob Gnant)
- 1990: Konrad Zuse (Regie: Mathias Knauer)
- 1990: Palaver, Palaver (Regie: Alexander J. Seiler)
- 1991: Contact Radar (Regie: Rob Gnant)
- 2001: Bitterfeld, 1992 (Regie: Mathias Knauer)

## Buchpublikationen
- Rob Gnant, Iso Camartin, Thomas Köppel. Bahnalltag: Reportagen aus vergangener Zeit. ISBN 978-3-909111-44-2
- Alexander J. Seiler, Fred Zaugg, Gunnar Gilgen. Rob Gnant: Die Zeit im Auge. ISBN 978-3-7272-1108-9
- Fokus 50er Jahre: Yvan Dalain, Rob Gnant und «Die Woche». Hg. Fotostiftung Schweiz. Zürich 2003. ISBN 3-85791-441-6